# اعتصابات و اعتراضات ۱۴۰۳ بازاریان و کسبه ایران
اعتصابات و اعتراضات ۱۴۰۳ بازاریان و کسبه ایران، شامل اعتصاب بازاریان در شهرها و استان‌های مختلف کشور منجمله در شهرها و استان‌های تهران، فارس، اصفهان، کردستان، مشهد، بندرعباس، همدان و ... انجام شده است. بازاریان در این اعتصابات به علت وضعیت بحرانی و متلاطم بازار بورس و فرو ریختن متوالی شاخص‌های بورس و دست‌کاری تابلو بورس و شاخص‌سازی فیک و اضافه شدن مالیات‌ها بوده است. همچنین از بین رفتن سرمایه تولیدکنندگان، گرانی مواد اولیه به دلیل گران شدن ارز، رکود شدید در بازار به دلیل گرانی محصول و کمبود مواد یا نداشتن امنیت و در برخی از شهرها به مناسبت گرامیداشت خیزش ۱۴۰۱ یا اعتراض به صدور احکام اعدام برخی زندانیان از دیگر عوامل این اعتصابات بوده است. اعتصاب‌کنندگان خواهان رسیدگی به وضعیت بحرانی بازار، تورم و بالا رفتن قیمت کالاها، اضافه شدن مالیات‌ها و سایر درخواست‌های خود بودند.

## اعتراضات

#### ۲ فروردین
جمعی از مغازه‌داران و طلافروشان کلات واقع در شهرستان سرباز در اعتراض به سرقت‌های انجام شده و بی‌تفاوتی مسئولان در برقراری امنیت به فعالیت روزانه خود توقف زده و اعتصاب کردند.

#### ۱۱ اردیبهشت
گروهی از طلافروشان بازار تهران، در اعتراض به مصوبه مالیاتی مجلس شورای اسلامی و فعالیت دوباره «سامانه جامع تجارت» مغازه‌هایشان را تعطیل کرده و اعتصاب کردند. همچنین برخی گزارش‌ها حاکی از این است که طلافروشان در بازارهای همدان، تبریز و اصفهان نیز به این اعتصاب پیوسته‌اند.

#### ۱۶ اردیبهشت
جمعی از کسبه و بازاریان بندرعباس، در اعتراض به اضافه شدن نرخ مالیات، در برابر اداره کل امور اقتصادی و دارایی استان هرمزگان تجمع اعتراضی برپا کردند.

#### ۱۷ اردیبهشت
طلافروشان حداقل در شیراز، مشهد، تهران، تبریز، با بستن مغازه‌های خود دست به اعتصاب زدند. این هفته دوم اعتصابات گسترده طلافروشان در اعتراض به قانون جدید مالیاتی بوده است.

#### ۲۴ اردیبهشت
بر اساس خبر رسانه‌ها در پاساژ صدف تهران مغازه‌داران صنف لوازم آرایشی و بهداشتی در اعتراض به افزایش «مالیات ارزش افزوده» مغازه‌های خود را بسته و اعتصاب کردند.

#### ۲۹ اردیبهشت
گروهی از کسبه در بخش آهوران، تابع شهرستان نیکشهر در استان سیستان و بلوچستان در اعتراض به ادامه قطعی فیبر نوری و عدم رسیدگی به این موضوع، به فعالیت‌های روزانه خود توقف زده و اعتصاب کردند.

#### ۷ خرداد
معامله‌گران بورس در شهرهای تبریز، اصفهان و شیراز در اعتراض به وضعیت بحرانی بازار بورس دست از کار کشیده و اعتصاب کردند.

#### ۲۵ شهریور
به مناسبت دومین سالگرد کشته شدن مهسا امینی به دست نیروهای حکومتی «گشت ارشاد»، بازاریان در مهاباد دست به اعتصاب زدند. بنابر گزارش شبکه‌های اجتماعی، بازاریان و کسبه حداقل در شهرهای سنندج، دهگلان، کامیاران، پیرانشهر، بوکان، دیواندره، سقز و مریوان به همین مناسبت دست به اعتصاب گسترده‌ای زدند.

#### ۹ دی
با رسیدن قیمت دلار به ۸۲۰۰۰ تومان و تشدید تلاطم در بازارهای مالی، صدها تن از بازاریان تهران با بستن مغازه‌های خود دست به اعتصاب زدند و با شعار «ببندید، ببندید» از دیگر بازاریان خواستند تا به آنها ملحق شوند. معترضان در بازار بزرگ تهران و همچنین بازار سپه‌سالار، شعار دادند: «بازاری باغیرت، حمایت حمایت». یکی از بازاریان اعتصاب‌کننده علت اعتراض بازاریان را از جمله نبود نقدینگی در بازار، از بین رفتن سرمایه تولیدکنندگان، گرانی مواد اولیه به دلیل گران شدن ارز، رکود شدید در بازار به دلیل گرانی محصول و کمبود مواد اولیه اعلام کرد.
۳ بهمن
در شهرهای مختلف استان کردستان از جمله سنندج، سقز، دیواندره و مریوان بازاریان و کسبه با بستن مغازه‌های خود دست به اعتصاب زدند. این اعتصاب در اعتراض به صدور احکام اعدام برای وریشه مرادی و پخشان عزیزی صورت گرفته است.

#### ۱۶ بهمن
بنابر خبر کانال تلگرامی «اعتراض مدنی بازار»، جمعی از بازاریان در خیابان‌های مولوی، میدان قیام تهران و خیام جنوبی در اعتراض به بالا رفتن قیمت دلار و بالا رفتن قیمت کالاها دست از کار کشیده و تجمع اعتراضی برپا کردند.

#### ۸ بهمن
در تهران جمعی از بازاریان صنف مواد غذایی و خشک‌بار در اعتراض به فشارهای وارده توسط تعزیرات، دست از کار کشیده، مغازه‌هایشان را بسته و تجمع اعتراضی برپا کردند.

#### ۲۰ اسفند
- بر اساس گزارش کانال اعتراض مدنی بازار، گروهی از بازاریان گناباد در اعتراض به «اذیت و آزار تعزیرات» در برابر کلانتری قصبه تجمع اعتراضی برپا کردند.این گزارش، بازار گناباد را به «انبار باروت» تشبیه کرده که «منتظر جرقه» است. همچنین جمعی از کسبه در بازار کفش چهارباغ اصفهان نسبت به کسادی بازار اعتراض کردند.[۱۵]

#### ۲۲ اسفند
به دنبال فرو ریختن متوالی شاخص‌های بورس در روزهای گذشته و دست‌کاری تابلو بورس و شاخص‌سازی فیک، جمعی از معامله‌گران بازار سهام با ترک میزهای خود در صحن تالار بورس اعتصاب و تجمع اعتراضی برپا کردند.

## اعتراضات ۱۴۰۴

#### ۲۱ اردیبهشت
در سنندج قریب به ۲۰۰ نفر از کسبه بازار به دلیل قطعی مکرر برق که منجر به تعطیل شدن کسب و کارشان شده بود، درمحل اداره برق این شهر دست به تجمع اعتراضی زدند.